# محمد الفرج السلامة
محمد الفرج السلامة هو شيخ عشائر الولدة إحدى أكبر عشائر وادي الفرات المتحدرة من البوشعبان اليمنية، ويطلق عليه شيخ البوشعبان أو أمير البوشعبان. والده هو فرج السلامة ووالدته هي دلة الحمد.

## حياته نشأته
ولد الشيخ محمد الفرج السلامة عام 1889م في قرية دبسي فرج الواقعة بالريف الغربي لمدنية الطبقة (الثورة) في محافظة الرقة. نشأ محمد الفرج بكنف أبيه وترعرع في قرية دبسي فرج وسميت دبسي فرج نسبة لأبيه والتي غمرت لاحقا بسبب إنشاء سد الفرات (الطبقة)، ثم انتقل للعيش في الصفصافة

## حياته وأعماله
تعلم الشيخ محمد الفرج القرأن الكريم والقراءة والكتابة والحساب على يد الشيخ احمد هرموش، بعد وفاة أخيه أحمد الفرج السلامة استلم محمد الفرج المشيخة وكان عمره آنذاك 18 عامًا ولم يكن قد تزوج بعد. وكانت نخوته (أخو دنيا).
عين الشيخ محمد الفرج مستشارا في مجلس إدارة قضاء الرقة في العهد العثماني.
انتخب محمد الفرج السلامة نائباً في البرلمان السوري عام 1936 عن قضاء الرقة إبان الاحتلال الفرنسي ، وفي 4 تموز عام 1941 أعلن غفان التركان «من أعيان الرقة» تمرده على الاحتلال الفرنسي، وأقام حكومة الرقة «الدولة الغفانية» ليوم واحد، وتسمى هذه السنة سنة الفلتة، حيث أقدم غفان مع رجاله على إحراق النفوس والوثائق في السرايا القديمة، ثم تابع لاقتحام الثكنة، فتصدت له الدفاعات الفرنسية، وأبعدته عن الرقة، فعبر الفرات باتجاه قرى الكسرات، فأقدمت القوات الفرنسية على ضرب القرى المواجهة لمدينة الرقة، فقبض الفرنسيون على خمس عشرة امرأة من نساء المنطقة (العفادلة)، وأودعن في سجن السرايا للضغط على غفان ورجاله، سمع الشيخ محمد الفرج باعتقال النسوة وغضب غضباً شديداً ولم تغمض له عين حتى اقتحم السجن وضرب القائم مقام الفرنسي بالكرسي وأفرج عن النسوة متحدياً بذلك قوات الاحتلال الفرنسي، نذرت امرأة منهن تدعى حميسة بقص شعرها على الشيخ عند وفاته «من عادات أهل المنطقة» وأبى ذلك تحريماً، وحينما كان في النزع الأخير، استدعى حميسة ورجاها أن تهذب شعرها فقط، وأن تقول عليه شعراً، فقالت عليه شعراً أبكاه وأبكى الحاضرين، ووفاءً لنذرها هذَبت أطراف شعرها.

## مقاومته ضد الأحتلال الفرنسي
في 6 تموز من عام 1941 رفض الشيخ محمد الفرج تزويد جيوش المستعمر الفرنسي «الديغوليين» والإنكليز، الذين جاؤوا من العراق لتحرير سورية من «الفيشيين» بالقمح «الميرة» ثم شارك في تحريك الثورة ضد الاستعمار الفرنسي في دير الزور، وقد تعرّض لإطلاق النار من قبل الجنود الفرنسيين وهو جالس بجوار القائ مقام، واستشهد رجل من دير الزور كان يجلس بالقرب منه، فرّد أهالي دير الزور على إطلاق النار، فسقط أحد الضباط الفرنسيين قتيلاً.
في عام 1942 فُرضت عليه الإقامة الجبرية في بيروت، أكثر من شهر حتى سُمح له بدخول سورية، فسجن بدمشق لمدة شهر، ثم نقل إلى سجن اللد في فلسطين لمدة ثلاثة أشهر، ونقل إلى مصر، ثم بحراً إلى جزيرة كمران في مدخل البحر الأحمر قبالة سواحل اليمن، حيث بقي منفياً هناك لمدة ثلاث سنوات.
ومن أهم الأسباب التي أدت إلى نفيه: رفضه محاولة فرنسا تسليح عشائر الولدة بألف قطعة سلاح أثناء الحرب العالمية الثانية، للدفاع عن فرنسا الحرة، قائلاً: "إنكم محتلون لأرضنا، ونحن لا ندافع عن محتلين" ومنعهم من أخذ «الميرة» من أفراد عشيرته، فاتهم بالخيانة وحوكم بالنفي.

## استقباله بعد المنفى
استقبل الشيخ محمد الفرج بعد عودته للرقة وحلب استقبال الفاتحين، وخصصت صحيفة الحوادث بعددها  1161 الصادر بتاريخ 21 / كانون الثاني / 1945م، صفحتين كاملتين لحياته ونضاله الوطني. وعنونت المقالة بعنوان ( عودة الشيخ محمد الفرج إلى بلده، وحلب تزحف إلى قصره للتهنئة ) .

## قصائد شعر
قيل في الشيخ محمد الفرج السلامة الكثير من القصائد الشعرية، وعُرف بالتقوى والعدل، وكان بموجب موقعه، كشيخ لكبرى عشائر المنطقة يحل مشاكل المتخاصمين بالعدل حتى مع خصومه.
- بعض ابيات شعر قيلت في تحديه للفرنسيين:

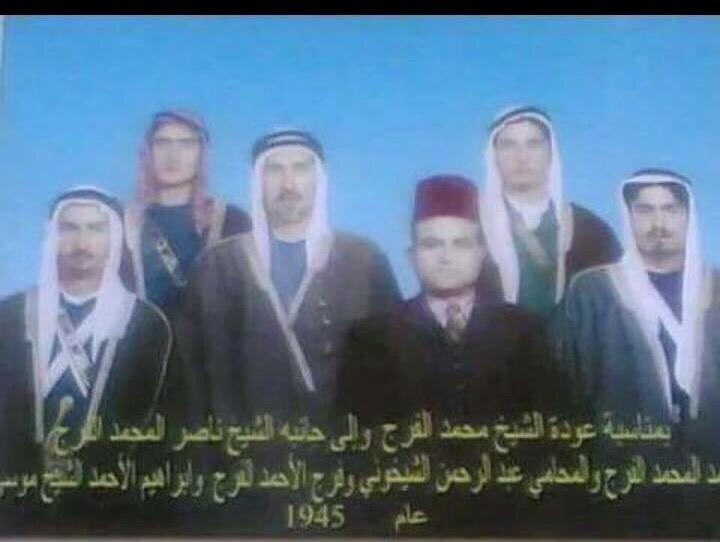
صورة للشيخ محمد الفرج السلامة بعد عودته من المنفى في جزيرة كمران

محمد الفرج الداس تيجان الكباتين
ووصل جزر ديغول وذيج المعازل
وعيّا الاستعمـار يبصـم بالاثنين
هذا فخـر لديـار زور المناهـل
- وأيضاً في مدح كرمه:

وكف أخو دنيا يا فتى الجود نيسان

راعي الدلال اللي على النار يزهن

## وفاته
توفي الشيخ محمد الفرج السلامة في 2 آب عام 1972 عن عمر ناهز الثالثة والثمانين، ضارباً المثل بالجود والكرم والشهامة والرجولة والنبل، وظل قدوة تحتذى بتحدي الاحتلال والمقاومة الحرّة حتى وقتنا الراهن.